# (35008) 1980 FZ2
1980 FZ2 (asteroide 35008) é um asteroide da cintura principal. Possui uma excentricidade de 0.14587130 e uma inclinação de 16.13110º.
Este asteroide foi descoberto no dia 16 de março de 1980 por Claes-Ingvar Lagerkvist em La Silla.